# Jacques Halbert
Jacques Halbert né le 27 janvier 1955 à Bourgueil est un peintre et performeur français.

## Biographie
Jacques Halbert fréquente l'école Brassart à Tours de 1972 à 1973, puis étudie à l'École des beaux-arts de Bourges de 1973 à 1978 avec Daniel Dezeuze et Jean-Claude Silbermann comme enseignants,. Entre 1978 et 2002, il vit et travaille aux États-Unis, puis revient s'installer en France en 2002. Depuis lors, il vit et travaille à Candes-Saint-Martin en Touraine.
Il fréquente de nombreux artistes de la région, dont René Léraud.
En 2015, il fait partie des signataires de la tribune dans L'Humanité, « Réponse des 1001 artistes à Marine Le Pen », lors des élections régionales.

### Art Caféà New York
De 1985 à 1989, Jacques Halbert est propriétaire, avec Mireille Brame du Art Café à New York dans l'East Village. Il y organise de nombreuses expositions avec Alan Jones, Dorothée Selz et Pierre Restany, d'artistes comme : John Armleder, Olivier Mosset, Charles Dreyfus, Doreathée Selz, Jean Dupuy, Daniel Spoerri, Ken Friedmann, Ben Vautier, Jeff Koons, Andy Warhol, Phoebe Legere, Christian Xatrec ou François Morellet. En 1989, Jacques Halbert ferme le restaurant et part s'installer et travailler à Miami, puis à Los Angeles. 

### Magnifik Galleryà New York
Jacques Halbert revient à New York et ouvre la Magnifik Gallery en 1999 à Williamsburg, et y expose Olga Adorno, Larry Miller, John Armleder, Olivier Mosset, Jean Dupuy, Ben Paterson, Ken Friedmann, Jack Pospisil, Geoff Hendricks, Carolee Schneemann, Joël Hubaut, Ben Vautier, Brendan Klinger, Christian Xatrec, Alison Knowles, Phoebe Legere, Nicola L,.

## Œuvre
Deux grandes lignes directrices se dessinent dans le travail de Jacques Halbert depuis ses années d'études aux Beaux-Arts de Bourges, la performance et la peinture,.

### Performances
En 1976, pendant la construction du Centre Pompidou à Paris, il participe à la réalisation d'un Centre Pompidou-Gâteau, qu'il découpe et partage, sur le parvis du musée, avec ses amis artistes et les passants conviés de manière non officielle à cette performance. La même année à l'invitation d'Henri Jobbé-Duval (directeur de la FIAC), il transforme un triporteur en Galerie Cerise, une sculpture ambulante avec laquelle il arpente les allées de la FIAC en 1976 et 1977. Il sillonne avec les rues de Paris et stationne devant les galeries d’art pendant les vernissages, vendant aux passants et amateurs d’art des tartes aux cerises et des monochromes recouverts de cerises. Jacques Halbert définit lui-même cette posture néo-dadaiste et souvent parodique de la figure de l'artiste comme « un manifeste du bon goût ». 
En 2003, de retour en France, il expose au Creux de l'enfer son Mur du rire qui consigne les rires de ses amis et collègues artistes, avec lesquels il a travaillé durant ses années américaines,.

### Peinture
Son œuvre plastique se réduit quasi-exclusivement et invariablement à appliquer le motif d'une ou plusieurs cerises sur une toile monochrome,.

## Collections publiques
- Musée national d'Art moderne, Paris[16].
- Fonds régional d'art contemporain d'Auvergne, Clermont-Ferrand[17].
- Centre national des arts plastiques, Paris[18],[19].
- The Emily Harvey Foundation, New York[20].
- Musée d'Arts de Nantes[21].

## Expositions
- 1975 : Palissade, Ville de Bourges.
- 1976 : La Maison Rouge, Paris / Galeries Modernes, Paris / Galerie Ben Doute de Tout, Nice / Galerie Plein Ciel, Paris / Galerie des Ursulines, Mâcon / FIAC, « Cerise Galerie », Grand Palais, Paris.
- 1977 : Exposition cerisiste Péristyle du Théâtre de Saumur / Dritte Galerie, Zofingen, Suisse / FIAC, Foire Internationale d'Art Contemporain, « Galerie Cerise», Grand-Palais, Paris.
- 1978 : WASHART'78, (Galerie Levy, Milan) Washington / Galerie Alain Oudin, Paris / Hamburg Gallery, Hambourg.
- 1979 : WASHART'79, International Art Fair, (Bellini France), Washington.
- 1980 : Une idée en l'air, Sutton Gallery, New York  / Grommet Studio, New York  / Washington Art Fair, (Peter Lenart) Washington / Grommet Gallery, New York[22].
- 1983 : Gracie Mansion Gallery, New York.
- 1984 : Emily Harvey Gallery, New York.
- 1985 : Hommage to Francis Picabia, Art Café, East Village, New York. / L'Eusses-tu cuit ?, Galerie Oulan Bator, Orléans.
- 1987 : Projects for paintings Emily Harvey Gallery, New York. / Projets pour des peintures, Galerie des Serbes, Cannes.
- 1988 : Perishables, The Penson Gallery, New York.
- 1989 : Joan Hodgell Gallery, Sarasota, Floride.
- 1992 : Banana Dreams, Miramar Gallery, Sarasota, Floride.
- 1993 : Hommage, Fromage et danse de Saint-Guy, Galerie des Beaux-Arts, Nantes / Floridada, Emphasis Gallery, Sarasota, Floride.
- 1990 : Fruit in color Metro-Dade Cultural Center, Miami, Floride / Jane Stein Gallery, Tampa, Floride.
- 1994 : Vintage dreams The Merles Closet, Miami Beach, Floride.
- 1995 : Power Studio, Miami, Floride.
- 1996 : Funny Laundry, Lunaria, Los Angeles, Californie.
- 1997 : Splash, Redondo Beach, Californie.
- 1998 : Tickly Paintings Cava, Los Angeles, Californie.
- 2001 : MagnifiK Gallery, Williamsburg, Brooklyn, New York.
- 2003 : Le mur du rire Le Creux de l'Enfer, Centre d'Art Contemporain, Thiers.
- 2005 : Peinture au marteau, Le Lieu Unique, Nantes.
- 2006 : Rétrospective Jacques Halbert, CCC, Tours.
- 2007 : Bleu Cerise, Galerie contemporaine de l'Hôtel de ville de Chinon.
- 2009 : Mind the Wall, Librairie Saint-Hubert, Bruxelles.
- 2010 : Bleu Cerise, Galerie Benoit Lecarpentier, Paris / Dix Nez, Abbaye de Fontevraud / Jacques Halbert, Galerie ARTSZ, Monaco / Cherry Invitational, Galerie les Contemporains + - 0, Bruxelles.
- 2011 : Acquisition FNAC.
- 2012 : A Symposium Celebrating Contemporary French Art, The Patricia & Phillip Frost Art Museum, Miami, Floride[23].
- 2012 : Les noces de Bigarreau et Du vent dans les voiles, LAC, Ile de la Réunion / Came à yeux, L'appart, Poitiers / Le pâtissier pâtissé, performance au Confort Moderne, Poitiers.
- 2013 : Le paradis perdure, Chapelle de Geneteil, Château-Gontier / Cerises sur le Château, Château de Candes-Saint-Martin.
- 2014 : Jacques Halbert/Repeat, galerie Nadja Vilenne, Liège.
- 2015 : Le dîner de la Vérité, Fondation du Doute, Blois / Daniel Spoerri - Eat Art, Chinon.
- 2016 : Hommage au Facteur Cheval, Hauterives / Le rire, Musée rabelais, la devinière, Seuilly.
- 2016 : A dada sur mon Banquet, dans les Caves Painctes de Chinon (organisateurs : musée le Carroi, CCCVL, association Chinons, ville de Chinon et le syndicat des vins de Chinon).
- 2017 : HTFAM (How To Fuck A Monochrome), galerie Ici, Paris.
- 2018 : Centre Combi-Douche, exposition dans la galerie du Dôme de Saumur / HTFAM (How To Fuck A Monochrome), galerie Nadja Vilenne, Liège, Belgique.
- 2020 : Jacques Halbert. Cerises, Château de Montsoreau-Musée d'art contemporain, Montsoreau[24].

## Publications
- Jean Dupuy (dir.), Collective Consciousness, Performing Arts Journal Publications, 1980 (ISBN 0-933826-27-3).
- Carol Damian (dir.), Tour de France/Florida: Contemporary Artist's from France in Florida's Private Collections, The Patricia & Philip Frost Art Museum, Miami, 2011 (ISBN 978-0-9819337-8-8).
- Jacques Halbert, Le Mur du Rire, Le creux de l'enfer, 2005 (ISBN 2-914307-11-X).
- Jacques Halbert et Capitaine Longchamps, Le Paradis Perdure, Le Carré scène nationale, 2013 (ISBN 978-2-9543196-29).
- Frédéric Bouglé, Jacques Halbert, Ecole Regionale des Beaux-Arts de Nantes, 1993.
- Daniel Spoerri, Eat Art, Communauté de communes Chinon, Vienne et Loire, 2015 (ISBN 979-1-09363636-8).
- Ben Vautier, La vie est un film, In Fine, 2019, 192 p. (ISBN 978-2-9023025-1-2).
- Pierre Giquel, Les géographies irrégulières, Les presses du réel, 2017, 576 p. (ISBN 978-2-37229-033-3)
- (fr + et + en) Textes de Emmanuel Vaslin, Mathieu Mercier, Laure Slabiak, Jean Michel Valtat, Roland Duclos, Patrick Tosani, Alun Williams, Catherine Pineau, Bertrand Gadenne, Alain Tchillinguirian, Sam Moore, Fabrice Hyber, Philippe Méaille, Orlan, Riewert Ehrich, Marie-Caroline Chaudruc, Guy Mathieu, Clovis Maillet, Wiwi Lebibac, Etienne Candel, Pauline Hamel, Arnaud Brument, David Michael Clarke, Claudie Dadu, Geneviève Breerette, Lauren Lebon, Patrice Lerochereuil, Grégoire Motte, Ivan Messac, Capitaine Lonchamps, Philippe Poitevin, Claude Guibert, Cindy Daguenet, Julien Blaine, Francine Flandrin, Peter Frank, Marcel Alocco, Charles Dreyfus Pechkoff, Konny Steding, Dominique Marchès, Jules Merleau-Ponty, Valentina Traianova, Antoine Dufeu, Jérôme Diacre, Daniel Dezeuze, Ben Vautier, Jacques Flechemuller, Joël Hubaut, Gatien Du Bois, Zhuo Qi, Christian Maret, Raphaël Cuir, Sammy Engramer, Olivier Slabiak, Wilfrid Rouff, Frédéric Emprou, Jean-Michel Pinchon, Corine Borgnet, Léon Mychkine, Bernard Calet, Marty Fugate, Dialogist-Kantor, Jean-Michel Espitallier, Su Byron, Max Horde, Filipe Vilas-Boas, Catherine Chalumeau, André Stas, Claire Chevrier, Laurent Lacotte, Jean Dupuy, Ann Chevalier, Alexia Guggemos, Fabien Boitard, Christian Xatrec, Olivier Mosset., Autoportrait, Château de Montsoreau - Musée d'art contemporain, février 2021, 184 p. (ISBN 978-2-9557917-3-8) [25].